# Ciudad K
Ciudad K es un programa de televisión español emitido por TVE. Su eslogan es: "Bienvenido a Ciudad K. Tenemos el orgullo de ser la ciudad con el coeficiente intelectual más alto del mundo." Es un programa semanal con estructura en sketches, de veintiséis minutos de duración localizado en Ciudad K, una ciudad en la que todos sus habitantes tienen un nivel cultural tan alto, que se crean situaciones surrealistas en cualquier momento, en el que según palabras de su creador José Antonio Pérez:

En Ciudad K veremos a jubiladas hablando con total naturalidad de las últimas tendencias web, de videoarte y de expresionismo abstracto. Encontraremos a un cura desesperado por la falta de fe general. Veremos la oficina de patentes, donde se registrarán máquinas del tiempo, ampliaciones de memoria humana y traductores de ladridos. Visitaremos el despacho del psicoanalista más reputado de la ciudad, un tipo con envidia de pene, pero de un pene distinto al suyo. Pasaremos por el prostíbulo más populoso de la ciudad, al que los hombres acuden para mantener las conversaciones que sus mujeres les niegan. En fin, lo típico de cualquier ciudad de provincias, con la diferencia de que, en Ciudad K, Jürgen Habermas se da en FP.

## Capítulos y audiencias
| Temporada | Temporada | Episodios | Estreno                  | Final              | Audiencia media | Audiencia media | Audiencia media |
| Temporada | Temporada | Episodios | Estreno                  | Final              | Espectadores    | Cuota           |                 |
| --------- | --------- | --------- | ------------------------ | ------------------ | --------------- | --------------- | --------------- |
|           | 1         | 15        | 20 de septiembre de 2010 | 3 de enero de 2011 | 193 000         | 1,0%            |                 |

## Primera temporada (2010)
| N.º (serie) | N.º (temp.) | Fecha de emisión         | Audiencia      |
| ----------- | ----------- | ------------------------ | -------------- |
| 1           | 1           | 20 de septiembre de 2010 | 183 000 (1,0%) |
| 2           | 2           | 27 de septiembre de 2010 | 204 000 (1,1%) |
| 3           | 3           | 4 de octubre de 2010     | 234 000 (1,3%) |
| 4           | 4           | 11 de octubre de 2010    | 137 000 (0,8%) |
| 5           | 5           | 18 de octubre de 2010    | 220 000 (1,1%) |
| 6           | 6           | 25 de octubre de 2010    | 169 000 (0,9%) |
| 7           | 7           | 1 de noviembre de 2010   | 188 000 (0,9%) |
| 8           | 8           | 15 de noviembre de 2010  | 213 000 (1,1%) |
| 9           | 9           | 22 de noviembre de 2010  | 222 000 (1,1%) |
| 10          | 10          | 29 de noviembre de 2010  | 119 000 (0,6%) |
| 11          | 11          | 6 de diciembre de 2010   | 222 000 (1,2%) |
| 12          | 12          | 13 de diciembre de 2010  | 109 000 (0,6%) |
| 13          | 13          | 20 de diciembre de 2010  | 228 000 (1,2%) |
| 14          | 14          | 27 de diciembre de 2010  | 198 000 (1,1%) |
| 15          | 15          | 3 de enero de 2011       | 247 000 (1,3%) |